# Élections municipales de 2003 au Saguenay–Lac-Saint-Jean
Les élections municipales québécoises de 2003 se déroulent le 2 novembre 2003. Elles permettent d'élire les maires et les conseillers de chacune des municipalités locales du Québec, ainsi que les préfets de quelques municipalités régionales de comté.

## Saguenay–Lac-Saint-Jean

### Alma
| Poste/District                                                  | Élu                 | Type d'élection |
| --------------------------------------------------------------- | ------------------- | --------------- |
| Maire                                                           | Gérald Scullion     | Scrutin         |
| 1-Delisle                                                       | Lucien Boily        | Scrutin         |
| 2-Albert-Naud/Isle-Maligne                                      | Michel Néron        | Scrutin         |
| 3-Melançon                                                      | Claude Garneau      | Scrutin         |
| 4-Damase-Boulanger                                              | Frédéric Tremblay   | Scrutin         |
| 5-Saint-Pierre                                                  | Jean-Rock Pedneault | Sans opposition |
| 6-Champagnat                                                    | Sylvie Beaumont     | Scrutin         |
| 7-Scott                                                         | Jean-Luc Maltais    | Scrutin         |
| 8-Signay-Labarre                                                | Marc Asselin        | Scrutin         |
| Électeurs : 23 463 Votants : 13 103 Taux de participation: 56 % |                     |                 |

### Chambord
| Poste/District                                              | Élu              | Type d'élection |
| ----------------------------------------------------------- | ---------------- | --------------- |
| 1                                                           | Rock Gagnon      | Scrutin         |
| 4                                                           | Camille Brassard | Scrutin         |
| 6                                                           | Nicole Pelletier | Scrutin         |
| Électeurs : 1 511 Votants : 674 Taux de participation: 45 % |                  |                 |

### Ferland-et-Boilleau
| Poste/District                                           | Élu             | Type d'élection |
| -------------------------------------------------------- | --------------- | --------------- |
| 1                                                        | Grégoire Girard | Sans opposition |
| 4                                                        | Yves Gauthier   | Sans opposition |
| 5                                                        | Carmen Girard   | Sans opposition |
| Électeurs : n/a Votants : n/a Taux de participation: n/a |                 |                 |

### Hébertville
| Poste/District                                           | Élu               | Type d'élection |
| -------------------------------------------------------- | ----------------- | --------------- |
| Maire                                                    | Léonard Côté      | Sans opposition |
| 1                                                        | Robert Duchesne   | Sans opposition |
| 2                                                        | Louis Pelletier   | Sans opposition |
| 3                                                        | Colette Labonté   | Sans opposition |
| 4                                                        | Réal Larouche     | Sans opposition |
| 5                                                        | Maurice Savard    | Sans opposition |
| 6                                                        | Laurier Pelletier | Sans opposition |
| Électeurs : n/a Votants : n/a Taux de participation: n/a |                   |                 |

### L'Anse-Saint-Jean
| Poste/District                                              | Élu              | Type d'élection |
| ----------------------------------------------------------- | ---------------- | --------------- |
| 1                                                           | Ronald Bilodeau  | Scrutin         |
| 4                                                           | André Boudreault | Sans opposition |
| 5                                                           | Doris Tremblay   | Scrutin         |
| Électeurs : 1 092 Votants : 606 Taux de participation: 55 % |                  |                 |

### Larouche
| Poste/District                                           | Élu                 | Type d'élection |
| -------------------------------------------------------- | ------------------- | --------------- |
| Maire                                                    | Réjean Lévesque     | Sans opposition |
| 1                                                        | Denis Lalonde       | Sans opposition |
| 2                                                        | Pascal Tremblay     | Sans opposition |
| 3                                                        | Jeanne Perron       | Sans opposition |
| 4                                                        | Guy Simard          | Sans opposition |
| 5                                                        | Réjean Bédard       | Sans opposition |
| 6                                                        | Jean-Claude Duperré | Sans opposition |
| Électeurs : n/a Votants : n/a Taux de participation: n/a |                     |                 |

### Métabetchouan–Lac-à-la-Croix
| Poste/District                                                | Élu                 | Type d'élection |
| ------------------------------------------------------------- | ------------------- | --------------- |
| Maire                                                         | Lawrence Potvin     | Scrutin         |
| 1                                                             | Nicole Villeneuve   | Scrutin         |
| 2                                                             | Benoit Boudreault   | Sans opposition |
| 3                                                             | Richard Lapointe    | Sans opposition |
| 4                                                             | André Bouchard      | Sans opposition |
| 5                                                             | Sylvain Lavoie      | Sans opposition |
| 6                                                             | Jean-Louis Tremblay | Sans opposition |
| Électeurs : 3 351 Votants : 2 428 Taux de participation: 72 % |                     |                 |

### Normandin
| Poste/District                                                | Élu                   | Type d'élection |
| ------------------------------------------------------------- | --------------------- | --------------- |
| Maire                                                         | Lucien Guillemette    | Sans opposition |
| 1                                                             | Monique Marcil-Fortin | Sans opposition |
| 2                                                             | Marie-Claude Dion     | Sans opposition |
| 3                                                             | Lyne Groleau          | Scrutin         |
| 4                                                             | Sylvain DeLaunière    | Scrutin         |
| 5                                                             | Gilles Girard         | Sans opposition |
| 6                                                             | Paulo Duchesne        | Sans opposition |
| Électeurs : 2 704 Votants : 1 121 Taux de participation: 41 % |                       |                 |

### Péribonka
| Poste/District                                            | Élu                 | Type d'élection |
| --------------------------------------------------------- | ------------------- | --------------- |
| 2                                                         | Rachel Villeneuve   | Sans opposition |
| 3                                                         | Gilbert Goulet      | Sans opposition |
| 4                                                         | Paquerette Bouchard | Scrutin         |
| Électeurs : 534 Votants : 248 Taux de participation: 46 % |                     |                 |

### Petit-Saguenay
| Poste/District                                            | Élu                | Type d'élection |
| --------------------------------------------------------- | ------------------ | --------------- |
| 2                                                         | Richard Gagnon     | Scrutin         |
| 4                                                         | Gervais Lavoie     | Scrutin         |
| 6                                                         | Jacques-Yvon Houde | Scrutin         |
| Électeurs : 686 Votants : 430 Taux de participation: 63 % |                    |                 |

### Rivière-Éternité
| Poste/District                                           | Élu              | Type d'élection |
| -------------------------------------------------------- | ---------------- | --------------- |
| 3                                                        | Serge Bouchard   | Sans opposition |
| 4                                                        | Louise Lafond    | Sans opposition |
| 5                                                        | Jacques Blanchet | Sans opposition |
| 6                                                        | Claude Lavoie    | Sans opposition |
| Électeurs : n/a Votants : n/a Taux de participation: n/a |                  |                 |

### Saint-Augustin
| Poste/District                                           | Élu                | Type d'élection |
| -------------------------------------------------------- | ------------------ | --------------- |
| 1                                                        | Jean-René Lapointe | Sans opposition |
| 3                                                        | Thérèse Morin      | Sans opposition |
| 6                                                        | Hélène Genest      | Sans opposition |
| Électeurs : n/a Votants : n/a Taux de participation: n/a |                    |                 |

### Saint-Eugène-d'Argentenay
| Poste/District                                           | Élu            | Type d'élection |
| -------------------------------------------------------- | -------------- | --------------- |
| 2                                                        | Rémy Bouchard  | Sans opposition |
| 3                                                        | Marc Tremblay  | Sans opposition |
| 6                                                        | Gratien Gagnon | Sans opposition |
| Électeurs : n/a Votants : n/a Taux de participation: n/a |                |                 |

### Saint-Ludger-de-Milot
| Poste/District                                           | Élu           | Type d'élection |
| -------------------------------------------------------- | ------------- | --------------- |
| 1                                                        | Line Bertrand | Sans opposition |
| 3                                                        | Pierre Gaudin | Sans opposition |
| 6                                                        | Pierre Gaudin | Sans opposition |
| Électeurs : n/a Votants : n/a Taux de participation: n/a |               |                 |

### Saint-Stanislas
| Poste/District                                           | Élu              | Type d'élection |
| -------------------------------------------------------- | ---------------- | --------------- |
| Maire                                                    | Thérèse Lapointe | Sans opposition |
| 2                                                        | France Simard    | Sans opposition |
| 3                                                        | Lisette Gauthier | Sans opposition |
| 5                                                        | Rémi Hudon       | Sans opposition |
| 6                                                        | Frédérick Potvin | Sans opposition |
| Électeurs : n/a Votants : n/a Taux de participation: n/a |                  |                 |

### Sainte-Hedwidge
| Poste/District                                           | Élu                 | Type d'élection |
| -------------------------------------------------------- | ------------------- | --------------- |
| Maire                                                    | Gilles Toulouse     | Sans opposition |
| 1                                                        |                     | Vacant          |
| 2                                                        | Guy Privé           | Sans opposition |
| 3                                                        | Claude Tremblay     | Sans opposition |
| 4                                                        | Sylvie Saint-Pierre | Sans opposition |
| 5                                                        | Réal Langlais       | Sans opposition |
| 6                                                        |                     | Vacant          |
| Électeurs : n/a Votants : n/a Taux de participation: n/a |                     |                 |